# Pierre Guédy
Pour les articles homonymes, voir Guédy.
Pierre Guédy, né à Lyon le  19 mai 1872 et mort à Montfermeil le 8 août 1903, est un poète et romancier français d'origine lyonnaise.

## Biographie
Pierre Guédy est l'un des plus fidèles amis du jeune Paul Léautaud et l'un des premiers, avec entre autres Gyp, Jean Lorrain et Victor Margueritte, à participer aux débuts du « photoroman littéraire français », à caractère quelque peu érotique et visant principalement une clientèle de jeunes femmes célibataires.
En 1897, son roman Amoureuse trinité, illustré de photographies de Paul Sescau « obtenues [...] d'après nature » inaugure, avec celui de Gyp Totote, la « Collection Excelsior » lancée par les éditeurs Nilsson et Per Lamm (et rapidement suivis par Offenstadt) : ces collections de romans illustrés par des reproductions de photographies en similigravure permettent aux auteurs d'associer le traitement des images à des effets narratifs quelque peu novateurs (retour sur le passé, souvenir obsessionnel, etc.). La plupart des écrivains s'y mettent en scène, Guédy y compris, invitant leurs amis à poser, par exemple l'actrice Jeanne Dortzal dans La Bague brisée.
En avril 1896, il est le directeur de la publication de la revue illustrée parisienne L'Aube qui dure moins d'une année (cinq numéros). Henri de Toulouse-Lautrec réalise une affiche de lancement, comme pour le photographe Paul Sescau.
Marié à la comédienne-poétesse Jeanne Dortzal, il est le père du poète Pierre Guédy (1895-1942) et le grand-père de la comédienne Antoinette Guédy (1927-2013).
Il meurt à l'âge de 31 ans à Montfermeil en Seine-Saint-Denis le 8 août 1903.

## Fictions

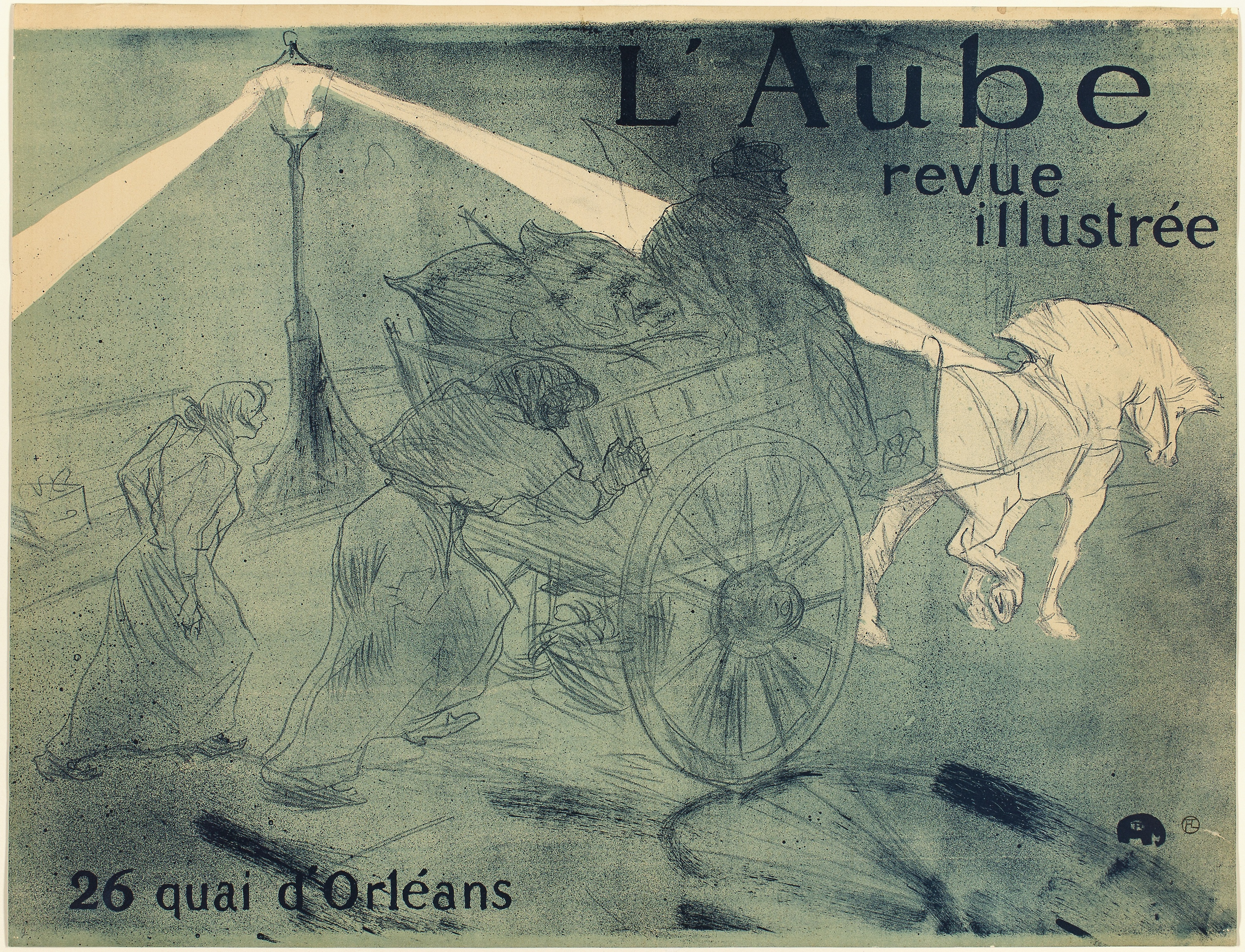
Affiche de Toulouse-Lautrec pour L'Aube, revue illustrée (1896) fondée par Pierre Guédy chez Nilsson.

- Amoureuse trinité, Paris, Éditions Per Lamm Nilsson (coll. « Excelsior »), 1897 - illustré de 110 photographies de Paul Sescau[7].
- L'Heure bleue, coll. « La Voie merveilleuse », Éditions Per Lamm Nilsson, 1898.
- Mortelle chimère, Paris, Flammarion, Éditions Per Lamm Nilsson, 1900, illustré de photographies.
- La Bague brisée , coll. « Parisienne », Paris, 1900, illustré de photographies.
- Le Dernier Amant, coll. « Excelsior », Lille, Éditions Per Lamm Nilsson, 1901.
- Aventures d'un enfant de Paris au Transvaal, Paris, 1901.
- Marie-Ève, Courbevoie, s.d. [1903 ?]
- L’Égyptienne : roman ramsinite de la XIXe dynastie, hors-textes de Charles Atamian, Paris, Albert Méricant, 1903.
- [Préface] Édouard Grardel, Basine, Paris, A. Messein, 1903.